# Great Shefford
Great Shefford is een civil parish in het bestuurlijke gebied West Berkshire, in het Engelse graafschap Berkshire. De civil parish telt 937 inwoners.